# Asociación del Fútbol Argentino

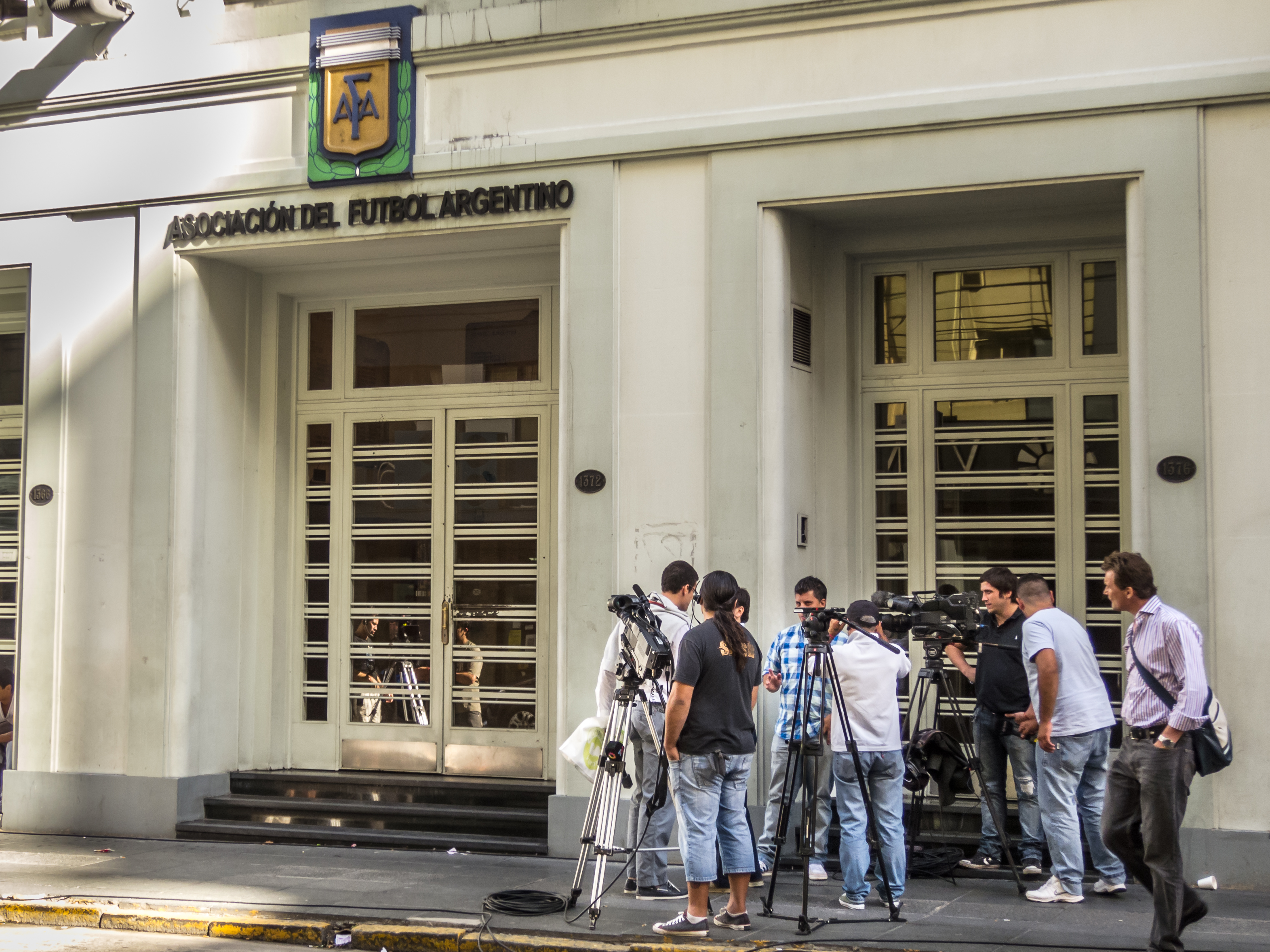

Asociación del Fútbol Argentino, (AFA), är Argentinas fotbollsförbund med säte i Buenos Aires. Förbundet bildades 1893 i Buenos Aires. 1912 anslöt det sig till Fifa, 1916 till Conmebol. Förbundet ansvarar för Primera División de Argentina (fotbollsligan) och Argentinas fotbollslandslag. Det arrangerar även amatörligor, futsal och strandfotboll.